# Исупов, Александр Евграфович
Александр Евграфович Исупов (1856—15 октября 1920) — депутат Государственной думы Российской империи I созыва от Архангельской губернии.

## Биография
Александр Евграфович Исупов родился в 1858 году в деревне Власьевская Великониколаевской волости Шенкурского уезда Архангельской губернии в крестьянской семье. Окончил приходское училище. До 19 лет занимался земледелием и кузнечным ремеслом. Позже переехал в город Шенкурск, где начал заниматься мелкой торговлей. Рано овдовел, вырастил и воспитал пятерых детей — старшая дочь родилась в 1877 году, младшая — в 1895.
Многократно избирался в гласные городской думы Шенкурска, был членом городской управы, а позже — городским старостой и председателем сиротского суда.
В 1906 году был избран от крестьян в Государственную думу Российской империи I созыва. В Думе примыкал к фракции кадетов. В Думе выступил по вопросу аграрной реформы с предложением отдать землю крестьянам, отдельным семьям и обществам в постоянное пользование без права переуступки, с правом родового наследования. После роспуска Государственной думы подписал «Выборгское воззвание», в результате чего был приговорён к трём месяцам тюрьмы и лишению избирательных прав.
В 1917 году, после февральской революции, стал городским головой в Шенкурске. Выдвигал свою кандидатуру в члены Учредительного собрания от губернской кадетской организации, но набрал на выборах лишь 7 процентов голосов. В августе 1918 года сразу после антисоветского переворота в Архангельске Исупов был назначен уездным правительственным комиссаром по Шенкурскому уезду. После отступления белой армии из Шенкурска Исупов оказался в Архангельске, где исполнял поручения белогвардейского правительства в отделе внутренних дел. В октябре 1919 года был командирован в Кемь для подготовки условий на случай эвакуации туда жителей Архангельска, уполномоченный по эвакуации в Мурманском крае.
30 июля 1920 года Исупов был арестован, а 15 октября 1920 года по постановлению Архангельской губЧК был расстрелян за «контрреволюционную деятельность». 26 апреля 2000 был посмертно полностью реабилитирован.